# Obraz Matki Bożej Rokitniańskiej
Cudowny Obraz Matki Bożej Rokitniańskiej Cierpliwie Słuchającej – łaskami słynący obraz Matki Bożej, znajdujący się w bazylice Matki Bożej Rokitniańskiej w miejscowości Rokitno w województwie lubuskim.

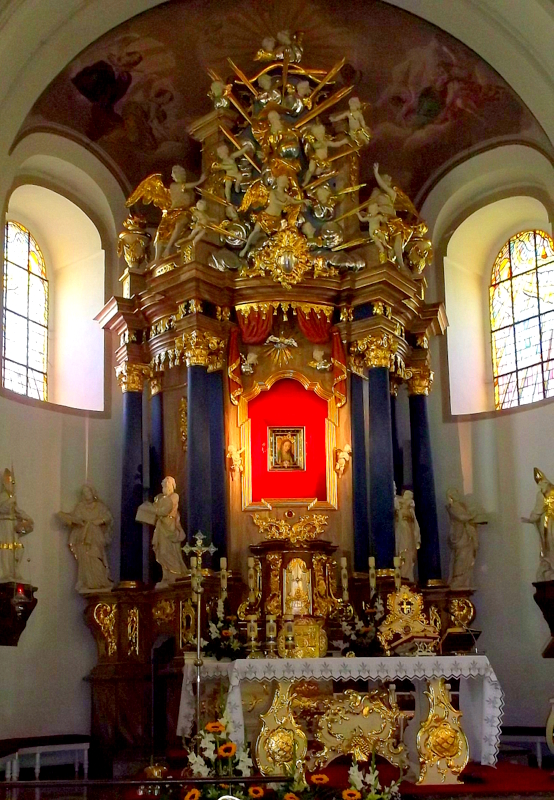
Ołtarz główny w bazylice mniejszej Matki Bożej Cierpliwie Słuchającej

## Historia
Obraz namalowany został na początku XVI wieku przez mistrzów szkoły niderlandzkiej, na drewnie lipowym. Przedstawia popiersie Matki Bożej na złoconym tle. Głowę otacza aureola wydrążona w drzewie. Charakterystycznym elementem jest odsłonięte ucho – stąd inna nazwa obrazu Matka Boża Cierpliwie Słuchająca. Prawdopodobnie jest to fragment większego dzieła. Obraz ma wymiary: 40 cm wysokości i 27 cm szerokości.
Początkowo znajdował się na Kujawach w rękach rodziny Stawickich, potem Wacława Leszczyńskiego, kanclerza koronnego Królestwa Polskiego. Poprzez kolejne darowizny trafił w posiadanie opatów klasztoru cystersów z Bledzewa. Tam stał się słynny z powodu licznych cudów. W 1669 trafił do Rokitna. 4 marca 1670 biskup poznański Stefan Wierzbowski na mocy badań specjalnej komisji uznał obraz za cudowny.
W latach 1670–1671 przebywał w kaplicy na Zamku Królewskim w Warszawie. Następnie z królem Michałem Korybutem Wiśniowieckim odbył peregrynację wojenną pod Lublin, gdzie strony walczące zawarły pokój. Z wdzięczności król obdarzył obraz koroną królewską oraz orłem białym z napisem "Daj, Panie, pokój dniom naszym". Dzięki temu obraz stał się symbolem polskości w czasie zaborów. Do Rokitna wrócił z opatem Janem Opalińskim 24 listopada 1671.
15 sierpnia 1946 w uroczystej procesji przeniesiono Obraz do Gorzowa Wlkp., gdzie nastąpiło oddanie Administracji Gorzowskiej Niepokalanemu Sercu Maryi. Uroczystościom przewodniczył administrator apostolski ks. Edmund Nowicki.
Na prośbę biskupa Wilhelma Pluty Paweł VI ogłosił Matkę Boską Rokitniańską Główną Patronką ówczesnej diecezji gorzowskiej, wyznaczając dzień 15 sierpnia jako Jej uroczystość liturgiczną.
18 czerwca 1989 prymas Polski kard. Józef Glemp w obecności 120 tysięcy pielgrzymów ukoronował wizerunek Matki Bożej Rokitniańskiej koronami papieskimi. Wcześniej, 22 kwietnia złotą koronę poświęcił Jan Paweł II. Dziś jej opiece powierza się diecezja zielonogórsko-gorzowska. 2 czerwca 1997 wizerunek Matki Bożej Rokitniańskiej towarzyszył spotkaniu Jana Pawła II w czasie liturgii słowa w Gorzowie Wlkp. podczas jego VI podróży apostolskiej do Polski.
24 kwietnia 2017 na prośbę biskupa Tadeusza Lityńskiego watykańska Kongregacja ds. Kultu Bożego i Dyscypliny Sakramentów przeniosła uroczystość NMP z Rokitna na dzień 18 czerwca.
2 czerwca 2022 Kongregacja Kultu Bożego i Dyscypliny Sakramentów zatwierdziła teksty liturgiczne o Najświętszej Maryi Pannie z Rokitna (formularz Mszy św. oraz teksty Liturgii Godzin).